# Памплон
Пампло́н (фр. Pampelonne, окс. Pampalona) — коммуна во Франции, находится в регионе Юг — Пиренеи. Департамент — Тарн. Входит в состав кантона кантона Кармо-1 Ле-Сегала. Округ коммуны — Альби.
Код INSEE коммуны — 81201.

## География

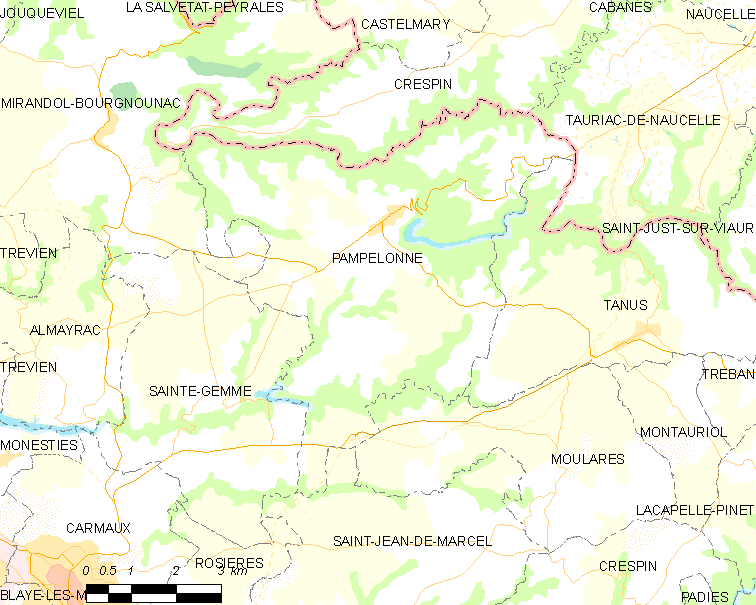
Карта коммуны

Коммуна расположена приблизительно в 530 км к югу от Парижа, в 90 км северо-восточнее Тулузы, в 24 км к северу от Альби.
По территории коммуны протекает река Вьор.

## Климат
Климат умеренно-океанический. Зима мягкая и дождливая, лето жаркое с частыми грозами. Ветры довольно редки.

## Население
Население коммуны на 2010 год составляло 761 человек.
| 1962 | 1968 | 1975 | 1982 | 1990 | 1999 | 2010 |
| ---- | ---- | ---- | ---- | ---- | ---- | ---- |
| 910  | 873  | 833  | 671  | 715  | 670  | 761  |

## Администрация
| Период | Период | Фамилия    | Партия | Примечания                       |
| ------ | ------ | ---------- | ------ | -------------------------------- |
| 2001   | 2014   | Жак Атрюк  |        |                                  |
| 2014   | 2020   | Ги Малатер |        | член генерального совета кантона |

## Экономика
В 2007 году среди 415 человек в трудоспособном возрасте (15—64 лет) 269 были экономически активными, 146 — неактивными (показатель активности — 64,8 %, в 1999 году было 60,5 %). Из 269 активных работали 245 человек (133 мужчины и 112 женщин), безработных было 24 (11 мужчин и 13 женщин). Среди 146 неактивных 32 человека были учениками или студентами, 71 — пенсионерами, 43 были неактивными по другим причинам.

## Достопримечательности
- Руины замка Тюрьес (XIII век). Исторический памятник с 1927 года.[4]
- Замок Шамбёй[фр.] (X век).